# 纳库鲁

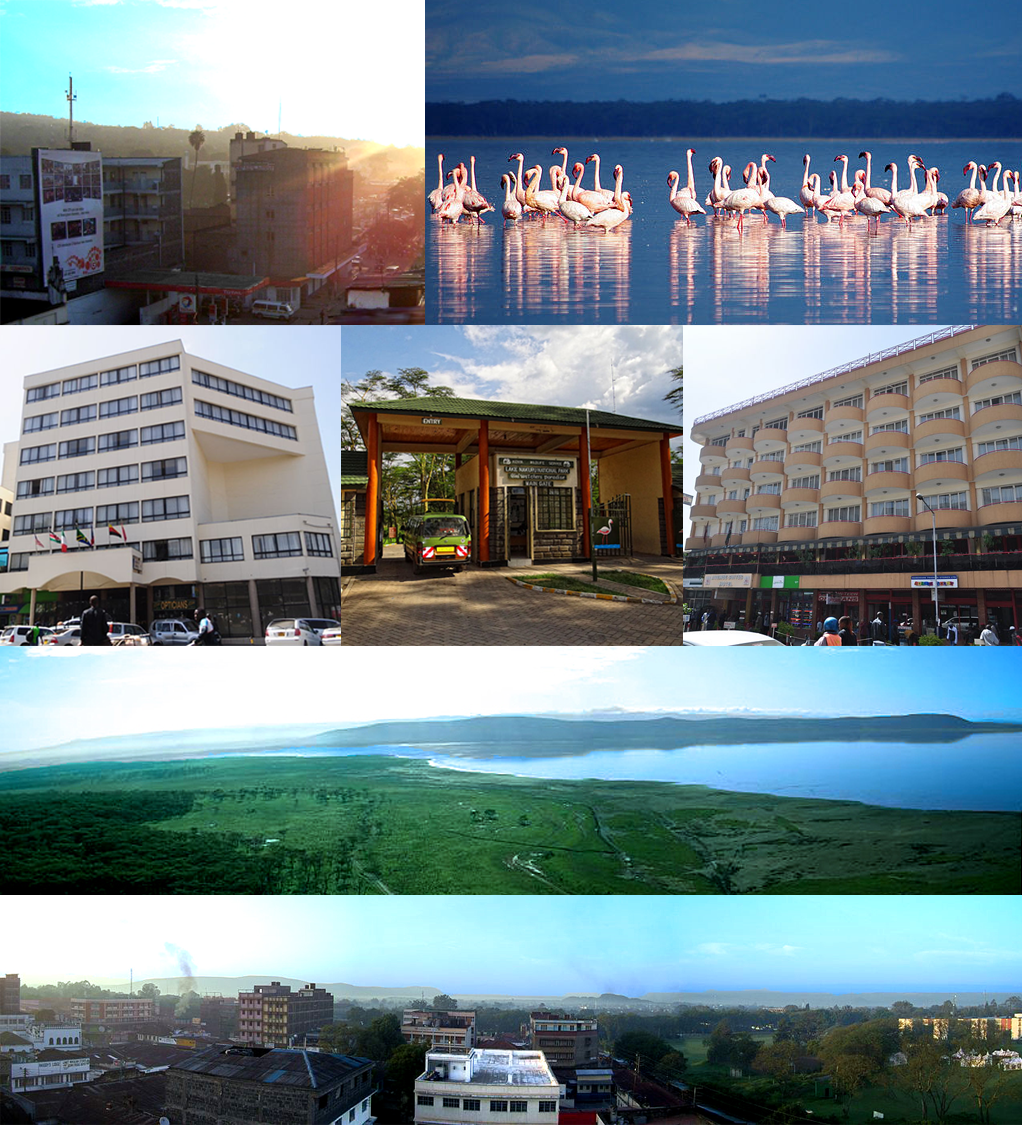
纳库鲁

纳库鲁（英語：Nakuru）是肯尼亞第四大城市，人口约30万。是肯尼亚的裂谷省的首府。毗邻纳库鲁湖，拥有丰富的旅游资源。
0°17′S 36°04′E / 0.28°S 36.07°E